# Valdete Idrizi
Valdete Idrizi, född 1973 i Kosovo, är en albansk fredsaktivist.
Idrizi blev som etnisk alban tvungen att flytta från sitt hem i Norra Mitrovica när serbiska styrkor invaderade den delen av Kosovo år 1999. Hon använde sin erfarenhet vid grundandet av organisationen Community-Building Mitrovica (CBM) som arbetade med både albaner och serber med liknande erfarenheter för att skapa förutsättningar för ett fredligt samhälle i Kosovo. Organisationen stöttar föreningar och gräsrotsrörelser i regionen som stöttar fred och social integration mellan människor med olika etnisk bakgrund.
Idrizi blev även ledare för plattformen CiviKos där samarbete mellan civilsamhälle och myndigheter uppmuntras för att fortsätta arbeta för fred.
Idrizi tog emot International Women of Courage Award år 2008.